# Серин
Серин (2-аміно-3-гідроксіпропіоновая кислота, β-гідроксіаланін) HOCH2CH(NH2)СООН, - одна з амінокислот, що утворюють білки. Для запису амінокислотних послідовностей позначається як Ser або S. Завдяки гідроксильній групі серин є полярною незарядженою амінокислотою.
Серин вперше виділено Е. Крамером у 1865 році з шовку. Світове виробництво, L-серину близько 130 т/рік (1989).

Похідними серину є фосфатидилсеринові ліпіди.